# Anthonotha macrophylla
Espèce
Classification phylogénétique
Anthonotha macrophylla, ou Macrolobium macrophyllum, est une espèce de plantes à fleurs de la famille des Fabaceae. C'est un arbuste originaire de l'Ouest de l'Afrique.

## Description
C'est un arbuste ayant une large couronne de propagation large. Il a une hauteur de 4 à 20 mètres avec des branches à proximité de la base. Le diamètre du tronc de 10 à 40 cm s'élargit parfois à la base.

## Répartition et habitat
On les trouve dans les forêts secondaires, les forêts de galerie avec Elaeis guineensis, aux bordures des rivières dans les forêts côtières avec le raphia, dans les forêts à feuilles caduques.